# Serra de les Escales
La Serra de les Escales és una serra situada al municipi de Soriguera a la comarca del Pallars Sobirà, amb una elevació màxima de 1.500 metres.